# Enz (Prüm)
Enz (također: Enzbach) je 37.9 km duga rijeka u planinama Eifel u Njemačkoj, desna pritoka Prüma.

## Geografija
Enz izvire oko 650 metara južno-jugozapadno od Lichtenborna na visini od 544 m iznad razina mora (NHN). Izvorište mu je na visoravni Arzfeld (Arzfelder Hochfläche). Odavde teče u početku uglavnom u smjeru jug-jugozapad, a nakon oko 150 metara, ulazi u općinu Arzfeld. Nastavljajući u smjeru jug-jugozapad teče kroz Arzfeld. U Arzfeldskom mlinu (Arzfeldermühle), Enz tvori malo jezerce. Otprilike ispod mlina Enz ide prema jugu, tvoreći općinsku granicu između Kickeshausena i Arzfelda, a zatim, južnije, između Juckena i Emmelbauma. Ovo je početak doline Neuerburg Enz (Neuerburger Enztal). Na svom putu do Neuerburga, Enz sada skreće u smjeru jugoistoka. Nakon što prođe sela Enztalhof, Engelsdorf, Zweifelscheid, Weidendell i Beyerhof, Enz stiže do sela In der Enz, gdje joj utječe Wahlbach s desne strane.
Malo kasnije, Enz stiže do Neuerburga. Uz stari mlin, vode Enza teku preko slapa. Ispod vodopada, Enz nastavlja ići prema jugoistoku čineći nekoliko zavoja. Nakon što prođe Daudistel, Enz prelazi općinsku granicu u Sinspelt. Na sjevernom rubu sela Radenbach, najveća Enzova pritoka, pridružuje se s desne strane. Nastavljajući jugoistočno, Enz prolazi Mettendorf, Enzen i Schankweiler. Ispod Schankweilera skreće u istaknutom zavoju prema istoku prije nego što se ulije u Prüm u Holsthumu na visini od 189 m iznad NHN.
Na svojem 37.9-km dugom putu Enz pada kroz visinu od 355 metara, što daje prosječni nagib riječnog korita od 9,4 promila. Njegov sliv pokriva i površinu od 148.5 km i otječe preko Prüma, Sauera, Mosellea i Rajne u Sjeverno more.

### Pritoke
Brojni, uglavnom kratki, pritoci utječu u Enz s gorja. Najvažnija mu je pritoka 12.2-km duga Radenbach. Sljedeća tablica daje pojedinosti o pritokama prema tijelima za upravljanje vodama pokrajine Porajnje-Falačka.
| Ime         | Mjesto [km] | Lijeva/desna pritoka | Duljina [km]</span | Površina porječja [km²] | Nadmorska visina ušća [m iznad NHN] | GKZ        |
| ----------- | ----------- | -------------------- | ------------------ | ----------------------- | ----------------------------------- | ---------- |
| NN          | 35.680      | lijeva 0             | 0 0,6              | 0 0,414                 | 480                                 | 26286 112  |
| Betzbach    | 34.910      | lijeva 0             | 0 2.4              | 0 4.016                 | 467                                 | 26286 12 0 |
| Kuhbach     | 32.250      | desna                | 0 1.5              | 0 1.184                 | 434                                 | 26286 14 0 |
| Emmelseifen | 28.520      | lijeva 0             | 0 2.6              | 0 2.767                 | 389                                 | 26286 16 0 |
| Grimbach    | 25.540      | lijeva 0             | 0 3.2              | 0 3.491                 | 353                                 | 26286 18 0 |
| Wahlbach    | 24.080      | lijeva 0             | 0 7.9              | 16.940                  | 339                                 | 26286 2 00 |
| Radenbach   | 15.920      | lijeva 0             | 12.2               | 36.260                  | 276                                 | 26286 4 00 |
| Ringsbach   | 13.990      | lijeva 0             | 0 2.6              | 0 3.717                 | 263                                 | 26286 54 0 |
| Asterbach   | 13.120      | lijeva 0             | 0 2.0              | 0 1.780                 | 257                                 | 26286 592  |
| Alsbach     | 11.730      | desna                | 0 3.5              | 0 6.187                 | 249                                 | 26286 6 00 |
| Urselt      | 0 9.260     | desna                | 0 1.0              | 0 1.803                 | 238                                 | 26286 72 0 |
| Silberbach  | 0 7.220     | desna                | 0 3.3              | 0 3.787                 | 226                                 | 26286 74 0 |
| Rohrbach    | 0 5.060     | lijeva 0             | 0 4.6              | 0 5.406                 | 216                                 | 26286 8 00 |
| Diebach     | 0 2.570     | desna                | 0 1.7              | 0 1.778                 | 203                                 | 26286 92 0 |
| Fielsbach   | 0 0,294     | desna                | 0 0,9              | 0 1.067                 | 189                                 | 26286 94 0 |

## Okoliš
Od svog izvora do ušća u Radenbach, Enz ima jednu od najvećih koncentracija grubog materijala i silikata u potocima u njemačkom središnjem gorju (tip 5), a ispod ušća ima jednu od najvećih koncentracija finih do grubih silikata (tip 9). Kvaliteta njegove vode zabilježena je kao blago zagađena nizvodno od Arzfelda. Na dionici od Neuratha do Neuerburga kvaliteta vode je umjereno onečišćena, a od Neuerburga do ušća ocjenjuje se kao neznatno onečišćena.

## Transportne rute
Stara željeznička pruga od Pronsfelda preko Arzfelda do Neuerburga (Pruga Pronsfeld-Neuerburg railway), grana pruge Zapadna pruga Eifel, prolazi kroz gornju dolinu Enz. Nakon zatvaranja 1989., pruge su podignute, a dijelovi staze pretvoreni su u biciklističku stazu. Od kraja 2011. biciklistička staza od Pronsfelda do Neuerburga potpuno je asfaltirana.

## Vanjske poveznice
|  | Zajednički poslužitelj ima još gradiva o temi Enz (Prüm) |